# Australia ai Giochi della I Olimpiade
L'Australia partecipò ai Giochi della I Olimpiade che si sono svolti dal 6 al 15 aprile 1896 ad Atene. Vinse due medaglie d'oro, entrambe con Teddy Flack, negli 800 e nei 1500 metri, conquistando anche una medaglia di bronzo, insieme a George Stuart Robertson, nel doppio di tennis, piazzamento che viene attribuito, come gli altri di questa specialità, alla squadra mista.
Nonostante non fosse una nazione indipendente nel 1896, ma paese suddito del Regno Unito composto da 6 colonie separate (resterà tale fino al 1901), i due ori sono solitamente assegnati, dal Comitato Olimpico Internazionale, all'Australia e non alla colonia di Victoria, dove risiedeva Flack che era cittadino britannico di nascita.

## Medaglie
| Medaglia | Atleta      | Sport            | Specialità |
| -------- | ----------- | ---------------- | ---------- |
| Oro      | Teddy Flack | Atletica leggera | 800 metri  |
| Oro      | Teddy Flack | Atletica leggera | 1500 metri |

## Risultati

### Atletica leggera
| Atleta      | Evento     | Batterie | Batterie   | Finale             | Finale     |
| Atleta      | Evento     | Tempo    | Classifica | Tempo              | Classifica |
| ----------- | ---------- | -------- | ---------- | ------------------ | ---------- |
| Teddy Flack | 800 metri  | 2'10"0   | 1°         | 2'11"0             |            |
| Teddy Flack | 1500 metri | N.D.     | N.D.       | 4'33"2             |            |
| Teddy Flack | Maratona   | N.D.     | N.D.       | ritirato al 37º km | ---        |

### Tennis
| Atleta                                             | Evento    | Finale    | Finale             |
| Atleta                                             | Evento    | Punteggio | Classifica         |
| -------------------------------------------------- | --------- | --------- | ------------------ |
| Teddy Flack George Stuart Robertson(Gran Bretagna) | Doppio    | ---       |                    |
| Teddy Flack                                        | Singolare | ---       | Uscito al 1º turno |